# Argyrochosma stuebeliana
Argyrochosma stuebeliana là một loài thực vật có mạch trong họ Adiantaceae. Loài này được (Hieron.) Windham miêu tả khoa học đầu tiên năm 1987.